# Paul Schmidt
Paul Schmidt, född 26 mars 1898 i Hagen, död 18 oktober 1976 i München, var en tysk uppfinnare.
Från 1928 utvecklade Paul Schmidt sin idé om en ny motor med "pulserade förbränning". Argusverken tog över motorn med Schmidts "Pulso-Schubrohr" under andra världskriget och den kom att byggas in i V-1-raketen. Motorn var en ganska simpel pulsjetmotor med en verkningsgrad på 2-3%, monterad i en motorgondol ovanför robotkroppen. Eftersom förbränningen i denna typ av motor sker intermittent gav V1 ifrån sig ett mycket karakteristiskt pulserande ljud. En patentstrid tog vid mellan Schmidt och Argus. I april 1945 beslutades om namnet Argus-Schmidtrohr.

## Källhänvisningar
1. ↑  "Schmidt, Paul". Arkiverad 4 april 2014 hämtat från the Wayback Machine. Deutsche-biographie.de. Läst 31 januari 2015. (tyska)